# Influenza e fortuna del pensiero di Nietzsche

«Amici, non ci sono amici!» gridò il saggio morente.

«Nemici, non ci sono nemici!» grido io, il pazzo vivente.

(Umano, troppo umano, aforisma 376, explicit)

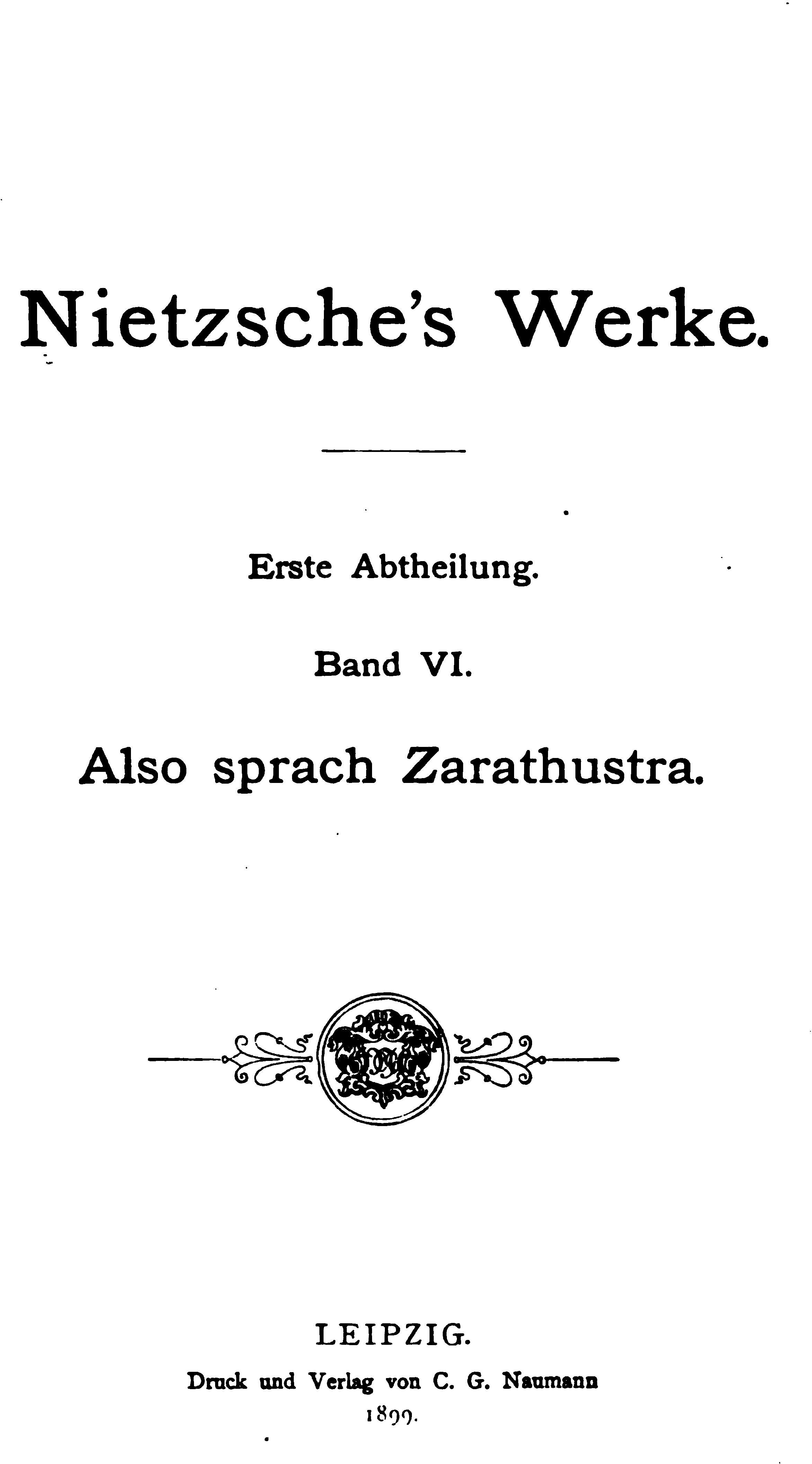
Nietzsche's Werke, VI, Naumann, 1905.

L'influenza e fortuna del pensiero di Nietzsche è stata eterogenea e si può con una certa approssimazione suddividere in vari periodi. Esponenti tanto della sinistra quanto della destra tentarono ben presto di trarre a proprio vantaggio il lavoro del filosofo tedesco. Nel 1937, Georges Bataille si pronunciò contro ogni sorta di consimile strumentalizzazione, posto che il pensiero di Friedrich Nietzsche era intrinsecamente inconciliabile con ogni misera semplificazione, ed a fortiori mal si prestava al sostegno di una qualche ideologia fautrice della supremazia di un principio a scapito di ogni altro.
La fortuna del pensiero di Nietzsche si è rivelata un affare complesso e piuttosto confuso. Molti tedeschi scoprirono ad un certo momento i suoi appelli per un individualismo più grandioso e per lo sviluppo della personalità espressi in Così parlò Zarathustra, ma reagirono in modi opposti. Ebbe un certo seguito tra i tedeschi di sinistra negli anni 1890; nel 1894-1895, i loro connazionali conservatori volevano mettere al bando la sua opera come sovversiva. Verso la fine del XIX secolo le idee di Nietzsche erano comunemente associate ai movimenti anarchici e sembrano effettivamente averli influenzati, specie in Francia e negli Stati Uniti.
Al tempo della prima guerra mondiale, viceversa, si era fatta la fama di fonte del militarismo di destra tedesco. L'Affare Dreyfus offre un altro esempio della sua fortuna: gli antisemiti francesi di destra etichettarono gli intellettuali di sinistra ed ebrei che difendevano Alfred Dreyfus con il titolo di "nietzscheani".
Forse la più grande eredità politica di Nietzsche si ritrova nei suoi interpreti del XX secolo: Martin Heidegger, Pierre Klossowski, Georges Bataille, Michel Foucault, Gilles Deleuze (e Félix Guattari), e Jacques Derrida. Gli ultimi scritti di Foucault, ad esempio, adottano il metodo genealogico di Nietzsche per sviluppare teorie anti-fondazioniste sul potere che divide e frammenta invece che unire le società politiche (concetto caro alla tradizione della teoria politica liberale). Deleuze, senza dubbio il più insigne fra gli interpreti di Nietzsche, usava la tanto deprecata tesi della volontà di potenza in tandem con le nozioni marxiane di esubero di materie prime e con le idee freudiane del desiderio di articolare concetti come la "metafora del rizoma" ed altri "sconfinamenti" dal potere statuale com'è tradizionalmente concepito.
A costo di scadere nell'ovvietà, non possiamo esimerci dal cenno all'influenza nietzscheana manifestatasi anche in settori artistici vari, eminentemente nella musica; in particolare, esplicitamente, quella di Richard Strauss, quanto meno con Also sprach Zarathustra ("Così parlò Zarathustra") e Tod und Verklärung ("Morte e trasfigurazione"), celeberrime composizioni il cui titolo è migliore di ogni commento che volesse sottolinearne il legame con il maestro di Röcken. Più discussa è l'influenza di Nietzsche sulla poetica del regista Stanley Kubrick, che pure è stata sostenuta appassionatamente.

## Nietzsche e l'anarchismo
Durante il XIX secolo, Nietzsche era frequentemente associato ai movimenti anarchici, con buona pace del fatto che nei suoi scritti egli paia mantenere un giudizio sfavorevole sugli anarchici. Forse potrebbe essere il riflesso di un'associazione — comune nel periodo esaminato — tra le sue idee e quelle di Max Stirner, autore di un'opera che si sarebbe dimostrata influente negli ambienti dell'anarco-individualismo. I due pensatori erano sovente equiparati dagli "anarchici letterari" francesi e le interpretazioni anarchiche delle idee di Nietzsche sembrano aver avuto rilievo anche negli Stati Uniti d'America.

## Nietzsche e il fascismo
Nietzsche fu l'unico vero filosofo che Benito Mussolini studiò in maniera approfondita, restandone fortemente ammaliato in gioventù. Dalla sua dottrina del superuomo egli trasse il senso da dare alla rivoluzione fascista, che si sarebbe accinto a compiere di lì a poco:
(Benito Mussolini, da Il Pensiero Romagnolo, 1905)
Nietzsche influenzò sotterraneamente anche le correnti culturali del primo Novecento italiano, come il dannunzianesimo e il futurismo, che sarebbero in gran parte confluite nello stesso fascismo. D'Annunzio in particolare interpretò il superuomo in chiave maggiormente estetica e aristocratica, esaltandone il vitalismo, l'ebbrezza "dionisiaca", e l'eroismo che si contrappone al conformismo delle masse.

## Nietzsche ed il nazismo
Hitler visitava spesso il museo di Weimar dedicato a Nietzsche, e si faceva ritrarre fotograficamente mentre ostentava la contemplazione del busto del filosofo.
Il nazionalsocialismo ravvisava grandi affinità con:
- le idee di Nietzsche comprendenti attacchi alla democrazia, al cristianesimo, alle forme di governo parlamentariste;
- l'annuncio (contenuto in La volontà di potenza) dell'avvento di una razza dominante destinata a divenire il "signore della Terra";
- l'esaltazione della guerra, il credo della razza padrona e dell'Übermensch.

I nazisti mutarono il punto di vista di Nietzsche sulle donne dicendo: "Il loro regno è la cucina ed il loro ruolo nella vita è generare figli ai guerrieri tedeschi", il che in effetti parafrasa il "vero" Nietzsche:

«L'uomo deve essere preparato per la guerra e la donna per la procreazione del guerriero, ogni altra cosa è follia.»

Nel periodo fra le due guerre mondiali, alcuni nazisti impiegarono intensivamente vari espedienti per promuovere la propria ideologia, e segnatamente Alfred Baeumler nella sua interpretazione de La volontà di potenza. La vasta popolarità di Nietzsche tra i nazisti scaturì in parte dai deliberati sforzi di Elisabeth Förster-Nietzsche, sorella del filosofo che ne curò le pubblicazioni dopo il suo tracollo psichico, divenendo peraltro ad un certo punto un'aperta simpatizzante del partito nazista. Per di più, Mazzino Montinari, nel corso della pubblicazione di opere postume di Nietzsche durante gli anni 1960, scoprì che Elisabeth, "creando" — per così dire — La volontà di potenza mediante l'attività di revisione redazionale di frammenti postumi, ne aveva tagliato degli estratti, cambiato l'ordine, aggiunto titoli di sua invenzione, inserito passaggi di altri autori copiati da Nietzsche come se fossero stati scritti da Nietzsche stesso, e così via.
Alcuni antinazisti ed antifascisti, tra cui György Lukács, condividono in sostanza la tesi di una filiazione diretta del fascismo dalla filosofia nietzschana e più in generale irrazionalista.
Georges Bataille fu uno dei primi a sostenere la tesi invece di una sostanziale falsificazione o di un fraintendimento di Nietzsche compiuti dagli autori nazionalsocialisti, fra cui Alfred Baeumler e Alfred Rosenberg, richiamando in particolare l'atteggiamento diffidente ed ostile del filosofo rispetto agli ambienti antisemiti del suo tempo, del resto in gran parte fortemente connotati in senso cristiano. Nel 1937 dedicò un numero di Acéphale, intitolato "Riparazioni a Nietzsche", sul tema "Nietzsche ed i fascisti." In tale sede, ribattezzò ironicamente Elisabeth Förster-Nietzsche come "Elisabeth Judas-Förster," riecheggiando la dichiarazione del filosofo: Mai avere a che fare con chiunque sia compromesso con questo imbroglio sfacciato a proposito delle razze.

## Nietzsche e la psicoanalisi
Lo psicologo Carl Gustav Jung riconobbe assai presto il proprio debito nei confronti di Nietzsche: tenne un seminario nel 1934 sullo Zarathustra di Nietzsche.
Secondo Ernest Jones, biografo e conoscente personale di Sigmund Freud, questi spesso diceva che Nietzsche aveva "una conoscenza di sé stesso più penetrante di qualunque uomo mai vissuto o che fosse probabile che fosse vissuto". È opinione corrente che — assieme ad Arthur Schopenhauer — Nietzsche abbia costituito il retroterra culturale per tutta la produzione di Freud. Ciò nonostante, Jones riferisce che Freud smentisse con energia il fatto che gli scritti di Nietzsche avessero influenzato le proprie scoperte psicologiche. Oltre tutto, Freud non dimostrò alcun particolare interesse verso la filosofia quando era studente di medicina, maturando una sua idea riguardo a Nietzsche solo quando raggiunse l'età adulta. La femminista Luce Irigaray, che partecipò ai seminari di Jacques Lacan, scrisse un libro intitolato  Amante marine de Friedrich Nietzsche (Éditions de Minuit, 1980).

## Primi pensatori del XX secolo
Nel secolo appena trascorso, è veramente notevole l'elenco di intellettuali influenzati da Nietzsche.
Ricorderemo, quanto meno,
- i filosofi Martin Heidegger, Oswald Spengler, Ernst Jünger, Theodor Adorno, Georges Bataille, Georg Brandes, Henri Bergson, Martin Buber, Albert Camus, Michel Foucault, Gilles Deleuze, Jacques Derrida, Emil Cioran, Miguel de Unamuno, Lev Shestov, José Ortega y Gasset, Muhammad Iqbal;[23] e Emanuele Severino;
- i sociologi Ferdinand Tönnies e Max Weber;
- gli storici Fernand Braudel[24] e Paul Veyne;[25]
- i teologi Paul Tillich; Hans Urs von Balthasar.
- i romanzieri Marcel Proust, Franz Kafka, Thomas Mann, Nikos Kazantzakis Hermann Hesse, André Malraux, André Gide, James Joyce, D. H. Lawrence, Vladimir Bartol, Gabriele D'Annunzio, Ernest Hemingway, Milan Kundera;
- gli psicologi Sigmund Freud, Carl Gustav Jung, Alfred Adler, Abraham Maslow, Carl Rogers, e Rollo May;[26]
- i poeti Rainer Maria Rilke, Friedrich Georg Jünger,[27] e William Butler Yeats;
- i commediografi George Bernard Shaw e Eugene O'Neill;
- gli scrittori Maurice Blanchot, Menno ter Braak, Richard Wright e Jack London.

Lo scrittore statunitense Henry Louis Mencken lesse avidamente e tradusse le opere di Nietzsche, guadagnandosi il soprannome di "Nietzsche americano". Nietzsche fu dichiarato "anarchico"  da Emma Goldman, ed influenzò altri anarchici, quali Guy Aldred, Rudolf Rocker, Max Cafard e John Moore.
Gilbert Keith Chesterton espresse il suo disprezzo per le idee di Nietzsche con queste parole:

«Non riesco a pensare che uno sprezzo cosmopolita del patriottismo sia semplicemente questione di opinioni, così come non credo che uno sprezzo nietzscheano per la compassione sia semplicemente una questione di opinioni. Penso che entrambe siano eresie tanto orribili che il loro trattamento non dev'essere tanto mentale quanto morale, sempre che non sia solo un caso clinico. Gli uomini non sono sempre morti per una malattia, né sono sempre condannati da una delusione; ma finché ne sono a contatto, ne sono distrutti.»

 (Illustrated London News, 31 maggio 1919) 

I saggi di Thomas Mann menzionano Nietzsche con rispetto, e perfino con venerazione, anche se — in uno dei suoi saggi finali, Nietzsches Philosophie im Lichte unserer Erfahrung — guarda il suo filosofo preferito attraverso le lenti di nazismo e seconda guerra mondiale, e finisce prendendo una maggiore distanza critica da Nietzsche. Molte delle idee di Nietzsche, particolarmente sugli artisti e sull'estetica, sono incorporate ed esplorate dalle opere di Mann. Uno dei personaggi del suo romanzo del 1947, Doktor Faustus, rappresenta Nietzsche nella finzione scenica.
Nel 1938 l'esistenzialista tedesco Karl Jaspers si pronunciò come segue sull'influenza di Nietzsche e Søren Kierkegaard:

«La situazione filosofica contemporanea è determinata dal fatto che due filosofi, Kierkegaard e Nietzsche, che non contavano ai loro tempi, e, a lungo in seguito, rimasero privi di influenza nella storia della filosofia, hanno avuto una crescita di rilevanza continua. I filosofi venuti dopo Hegel hanno dovuto sempre di più fare i conti con loro, ed oggi [Kierkegaard and Nietzsche] si stagliano quali incontrastati grandi pensatori della loro epoca. […] L'effetto di entrambi è smisuratamente grande, perfino più grande nel pensiero generale che nella filosofia tecnica […]»

(Karl Jaspers, Vernunft und Existenz: Fünf Vorlesungen - München: Piper, 1960)

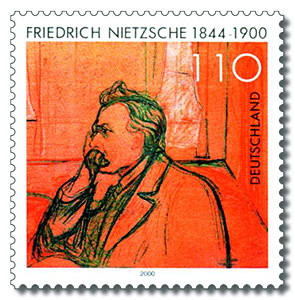
Francobollo dedicato a Nietzsche per il centesimo anniversario della morte.

## Nietzsche nel secondo dopoguerra
L'appropriazione del pensiero di Nietzsche perpetrata dai nazisti, combinata con l'avvento della filosofia analitica, fecero sì che i filosofi universitari anglo-americani ignorassero quasi completamente il loro collega tedesco quanto meno fino al 1950. Perfino George Santayana, un autore statunitense le cui vita ed opere tradiscono alcune affinità con quelle di Nietzsche, lo liquidò — nel suo Egotism in German Philosophy (1916) —  come un "profeta del romanticismo". I filosofi analitici, se pure nominavano Nietzsche, preferivano considerarlo una personalità della letteratura piuttosto che un filosofo in senso proprio. La levatura che oggi si tributa a Nietzsche nel mondo anglosassone è in massima parte l'effetto degli scritti esegetici e delle traduzioni più perfezionate scaturenti dalla penna del filosofo tedesco-americano Walter Kaufmann.
L'influenza di Nietzsche sulla filosofia continentale aumentò vistosamente dopo la seconda guerra mondiale, specie tra gli intellettuali francesi di sinistra e post-strutturalisti. Tra gli intellettuali europei che hanno tutti un evidente debito nei confronti di Nietzsche vi sono i già ricordati Jacques Derrida e Michel Foucault, Jean-Luc Nancy, Michel Onfray, Manlio Sgalambro, Umberto Galimberti. Gilles Deleuze e Pierre Klossowski scrissero monografie che delineavano una nuova attenzione verso Nietzsche; una conferenza tenuta nel 1972 a Cerisy-la-Salle rappresenta il più importante evento in Francia per una comprensione generazionale di Nietzsche. In Germania, l'interesse per Nietzsche si risvegliò a partire dagli anni 1980, specie per opera del filosofo tedesco Peter Sloterdijk, che ha dedicato parecchi saggi a Nietzsche.
Certi esegeti nietzscheani recenti hanno posto l'accento sugli aspetti più inattuali e politicamente controversi della filosofia di Nietzsche. Lavori come Nietzsche and the Politics of Aristocratic Radicalism (University of Chicago Press, 1990) di Bruce Detwiler, Nietzsche Contra Democracy (Cornell University Press, 1998) di Fredrick Appel, e Nietzsche, il ribelle aristocratico (Torino: Bollati Boringhieri, 2002) di Domenico Losurdo mettono in dubbio il prevalente consenso interpretativo liberale su Nietzsche, affermando che il suo elitarismo non è semplicemente un vezzo estetico, ma un attacco ideologico al principio — apparentemente incontestato nell'Occidente moderno — dell'uguaglianza dei diritti, di conseguenza collocando Nietzsche nella tradizione conservativo-rivoluzionaria.
D'altra parte, Nietzsche è spesso accostato a Marx o al pensiero liberale in Cina, già dai primi decenni del XX secolo, molto prima delle rivalutazioni progressiste europee, come si può notare dall'opera di Leonardo Vittorio Arena, Nietzsche in Cina, dove si legge della ripresa di Nietzsche da parte dei movimenti giovanili cinesi di protesta del 4 maggio e di teorici come Liu Xiaobo; la collocazione politica di Nietzsche resta un problema aperto.

## Nietzsche e Emanuele Severino
Secondo il giudizio di Massimo Cacciari, Emanuele Severino è stato il massimo filosofo del XX secolo (dunque più importante di Heidegger). È quindi importante capire il rapporto tra Severino e Nietzsche, che ne ha condizionato enormemente il pensiero. Il concetto severiniano di eternità di tutti gli essenti si rifà, anche esplicitamente, all'eterno ritorno di Nietzsche. La filosofia della storia di Severino, in cui la concezione nichilistica del divenire e la volontà di potenza dell'uomo conducono al tramonto dell'idea di Dio, si rifà alla morte di Dio nietzscheana. Anche il concetto severiano dell'uomo come super-dio, per il quale l'uomo è essere divino ed è l'uomo stesso "Dio" (Dio è l'uomo dice Severino), può essere ricondotto al concetto di super-uomo proprio di Nietzsche.
Ma la maggiore rilevanza nell'interpretazione severiniana della filosofia di Nietzsche, che secondo Severino costituisce uno degli apici del nichilismo della filosofia moderna e contemporanea, sta nella concezione complessiva della storia. L'uomo si rafforza con la tecnica, e cerca con la tecnica di divenire superuomo (è questo l'obiettivo della scienza genetica: servirsi della tecnica per guarire dalla malattie ma anche ottenere l'immortalità in terra). Ma - dice Severino - "l'uomo è un re e non sa di esserlo".
Il destino dell'uomo è già l'immortalità, non intesa secondo l'interpretazione data ad essa dal cristianesimo, ma secondo il concetto di eternità di tutti gli essenti. La volontà di potenza dell'uomo, che ha dato luogo alla fede nel divenire, conduce al tramonto di Dio (ostacolo ad essa) e allo sprigionamento del potere della tecnica. Ma quando l'uomo avrà ottenuto il pieno dominio tecnico della natura, a causa del divenire sarà in angoscia per il timore che il divenire possa distruggere le conquiste della tecnica. Allora tutti gli uomini si rifaranno al neoparmenidismo di Severino, e comprenderanno la necessità del nichilismo storico e del suo superamento nella direzione indicata da Severino.